# Elvira Moragas Cantarero
Elvira Moragas Cantarero (Lillo,Toledo, 8 de enero de 1881-Madrid, 15 de agosto de 1936) -de nombre religioso María Sagrario de San Luis Gonzaga- fue una religiosa católica española perteneciente a la orden de las Carmelitas Descalzas. También fue una de las primeras mujeres españolas en convertirse en farmacéutica, profesión que dejó para ingresar en un convento.
Asesinada durante la Guerra Civil, su muerte provocó muchísimas peticiones para que se iniciara el proceso de beatificación, que posteriormente se abrió en 1962 bajo el Papa Juan XXIII; fue nombrada Sierva de Dios una vez que comenzó la causa. El Papa Juan Pablo II la beatificó a mediados de 1998 en la Plaza de San Pedro.

## Biografía
Elvira Moragas Cantarero nació en Lillo, Toledo en 1881, tercera de cuatro hijos de Ricardo Moragas e Isabel Cantarero. Su padre era farmacéutico y siguió con el negocio de su padre Severiano Moragas.
La familia Moragas se trasladó a El Pardo en 1885 y a Madrid en 1886 después de que el rey Alfonso XIII nombrara a su padre proveedor farmacéutico de la Casa Real. Vivieron en la calle Bravo Murillo, encima de la farmacia. Allí se interesó por el trabajo de su padre y se decidió a seguir sus pasos. Su entorno enseguida notó la determinación en lograr su objetivo. Comenzó su educación en la escuela de San Fernando de las Mercedarias Calzadas en Cuatro Caminos y terminó sus estudios en el Instituto Cardenal Cisneros. Realizó los estudios superiores en la Facultad de Farmacia de 1900 a 1905. En 1887 recibió la confirmación.
Elvira fue una excelente estudiante y aprobó el bachillerato el 29 de junio de 1889. En 1900 se convirtió en una de las primeras mujeres en ingresar en la Facultad de Farmacia de la universidad de Madrid. Obtuvo su título de farmacéutica el 16 de junio de 1905. A la muerte de su padre en 1909 asumió el control del negocio para mantener a su madre y hermanos; su madre murió más tarde en 1911. Su director espiritual en esta época fue San José María Rubio Peralta.
El 21 de junio de 1915 ingresó como postulante en el convento de Santa Ana y San José en Madrid. Desde allí siguió ocupándose de la farmacia hasta que su hermano Ricardo consiguió el título de Farmacia y se hizo cargo del negocio para que ella pudiera seguir su vocación religiosa. El 21 de diciembre de 1915 tomó el hábito y recibió el nuevo nombre religioso de María Sagrario de San Luis Gonzaga al comenzar el noviciado. Su primera profesión fue el 24 de diciembre de 1916, mientras que su profesión definitiva se celebró el 6 de enero de 1920.
El 18 de abril de 1927 fue nombrada priora del convento y ocupó el cargo hasta 1930 cuando, acabado el trienio como superiora, desempeñó las responsabilidades de Maestra de novicias y tornera (1933). Fue investida nuevamente con el cargo de priora el 1 de julio de 1936 y ocuparía el cargo hasta su muerte.
El 20 de julio de 1936 las turbas asaltaron el convento y obligaron a las monjas a abandonarlo, por lo que llevó a sus compañeras a un lugar seguro mientras buscaba refugio con la hermana Teresa María en la casa de los padres de esta última. Fue por entonces cuando su hermano le pidió que fuera a vivir con él a un pueblo vecino para que se mantuviera a salvo. Pero ella rechazó la oferta y dijo que tenía que velar por sus hermanas. Ella y su compañera fueron arrestadas el 14 de agosto. Durante los interrogatorios permaneció en silencio mientras sus interrogadores preguntaban dónde estaban escondidos los tesoros del convento ya que en los registros no encontraron nada de valor. Su silencio causó gran enojo a sus interrogadores, que la presionaron para obtener información. Su negativa provocó que un miliciano le entregara un papel en el que ella escribió: ¡Viva Cristo Rey!. Esto enfureció a los milicianos, que decidieron matarla al no poder obtener información de ella. La fusilaron en la ermita de San Isidro antes de la medianoche del 15 de agosto. Sus restos reposan en el Monasterio de Carmelitas Descalzas de Santa Ana y San José de Madrid, situado en calle General Aranaz 58, donde cada año se celebra una misa por ella del 16 de agosto.

## Beatificación
El proceso de beatificación se inició en Madrid con la investigación que se inició el 22 de octubre de 1962 y se cerró en la catedral madrileña el 15 de febrero de 1965. La Congregación para las Causas de los Santos (CCS) validó el proceso el 14 de diciembre de 1984, después de dos décadas de inacción. El dossier de Positio fue redactado y enviado a la CCS en 1990 para una evaluación adicional con teólogos que aprobaron la dirección de la causa el 7 de junio de 1996. De igual manera, la CCS aprobó la causa el 21 de enero de 1997. El Papa Juan Pablo II decretó su beatificación el 8 de marzo de 1997 después de confirmar que María Sagrario de San Luis Gonzaga había muerto en odium fidei (en odio a la fe), lo que significaba que no se necesitaría ningún milagro para la beatificación. El Papa presidió los ritos de beatificación en la Plaza de San Pedro el 10 de mayo de 1998.
Su festividad se celebra el 16 de agosto: aunque fue asesinada el día anterior, la correspondiente solemnidad de la Asunción obliga a retrasar su memoria.

## Patronazgo
La Beata María Sagrario de San Luis Gonzaga es la patrona de los farmacéuticos de Polonia desde el 29 de enero de 2000 por la asociación de Farmacéuticos Católicos de Poznan (Polonia).